# セルジ・ビダル
セルジ・ビダル・プラナ（Sergi Vidal Plana、1981年4月9日 - ）は、スペイン・カタルーニャ州バダローナ出身のプロバスケットボール選手。スペイン男子プロバスケットボールリーグ1部リーガACB、ホベントゥート・バダローナ所属。ポジションはシューティングガード、スモールフォワード。

## 経歴
ホベントゥート・バダローナの下部組織出身のビダルは、1999年にデビューした。翌年にサスキ・バスコニアへと移籍、キャプテンとして活躍し、9年間でコパ・デル・レイを3度獲得したほかリーガACBも2度制覇した。また、2005ユーロバスケットにスペイン代表として出場した。2009年8月に2シーズン契約でレアル・マドリード・バロンセストへと移籍。